# Équipe de Norvège de Fed Cup
L'équipe de Norvège de Fed Cup est l’équipe qui représente la Norvège lors de la compétition de tennis féminin par équipe nationale appelée Fed Cup (ou « Coupe de la Fédération » entre 1963 et 1994).
Elle est constituée d'une sélection des meilleures joueuses de tennis norvégiennes du moment sous l’égide de la Fédération norvégienne de tennis.

## Résultats par année

### 1963 - 1969
- 1963 (4 tours, 16 équipes) : la Norvège s'incline au 1er tour contre l’Autriche.
- 1964 (5 tours, 20 équipes) : après un « bye » au 1er tour, la Norvège s'incline au 2e tour contre la Grande-Bretagne.
- 1965 - 1966 : la Norvège ne participe pas à ces éditions.
- 1967 (5 tours, 17 équipes) : après un « bye » au 1er tour, la Norvège s'incline au 2e tour contre l’Afrique du Sud.
- 1968 (5 tours, 23 équipes) : la Norvège s'incline au 1er tour contre la Tchécoslovaquie.
- 1969 : la Norvège ne participe pas à cette édition organisée à Athènes.

### 1970 - 1979
- 1970 (5 tours, 22 équipes) : la Norvège s'incline au 1er tour contre le Canada.
- 1971 : la Norvège ne participe pas à cette édition organisée à Perth.
- 1972 (5 tours, 31 équipes) : après une victoire au 1er tour contre  Taïwan, la Norvège s'incline au 2e tour contre l’Italie.
- 1973 (5 tours, 30 équipes) : la Norvège s'incline au 1er tour contre la Corée du Sud.
- 1974 (5 tours, 29 équipes) : après une victoire au 1er tour contre le Chili, la Norvège s'incline au 2e tour contre la Grande-Bretagne.
- 1975 (5 tours, 31 équipes) : la Norvège s'incline au 1er tour contre l’Afrique du Sud.
- 1976 (5 tours, 32 équipes) : la Norvège s'incline au 1er tour contre la Yougoslavie.
- 1977 (5 tours, 32 équipes) : la Norvège s'incline au 1er tour contre la Suisse.
- 1978 (5 tours, 32 équipes) : la Norvège s'incline au 1er tour contre la Yougoslavie.
- 1979 (5 tours, 32 équipes) : la Norvège s'incline au 1er tour contre le Japon.

### 1980 - 1989
- 1980 (5 tours, 32 équipes) : la Norvège s'incline au 1er tour contre l’Australie.
- 1981 - 1982 : la Norvège ne participe pas à ces éditions.
- 1983 (qualifications + 5 tours, 39 équipes) : après une victoire en qualifications contre le Portugal, la Norvège s'incline au 1er tour contre les États-Unis.
- 1984 : la Norvège ne participe pas à cette édition organisée à São Paulo.
- 1985 (qualifications + 5 tours, 38 équipes) : après une victoire en qualifications contre le Chili, la Norvège s'incline au 1er tour contre le Mexique.
- 1986 (qualifications + 5 tours, 42 équipes) : la Norvège s'incline en qualifications contre la Yougoslavie.
- 1987 (qualifications + 5 tours, 42 équipes) : après une victoire en qualifications contre le Pérou, la Norvège s'incline au 1er tour contre la Corée du Sud.
- 1988 - 1989 : la Norvège ne participe pas à ces éditions.

### 1990 - 1999
- 1990 (qualifications + 5 tours, 44 équipes) : la Norvège s'incline en qualifications contre le Danemark.
- 1991 (qualifications + 5 tours + barrages, 56 équipes) : la Norvège s'incline au 1er tour des qualifications contre la Chine.
- 1992 - 1993 - 1994 : la Norvège ne participe pas à ces éditions.

La compétition change de format à compter de 1995 : la Coupe de la Fédération devient Fed Cup.
- 1995 - 1996 - 1997 - 1998 - 1999 : la Norvège concourt dans les compétitions par zones géographiques.

### 2000 - 2009
- 2000 - 2001 - 2002 - 2003 - 2004 - 2005 - 2006 - 2007 - 2008 - 2009 : la Norvège concourt dans les compétitions par zones géographiques.

### 2010 - 2015
- 2010 - 2011 - 2012 - 2013 - 2014 - 2015 : la Norvège concourt dans les compétitions par zones géographiques.

## Bilan de l'équipe
Résultats des confrontations entre la Norvège et ses adversaires les plus fréquents (3 rencontres minimum dans les groupes mondiaux).
| # | Adversaires | Rencontres | Victoires | Défaites | % victoires |
| - | ----------- | ---------- | --------- | -------- | ----------- |
| 1 | Yougoslavie | 3          | 0         | 3        | 0 %         |

## Bilan des joueuses les plus sélectionnées
Ce bilan est calculé sur la base des rencontres officielles des groupes mondiaux et barrages I et II. Les rencontres des tableaux dits de « consolation » et celles par « zones géographiques » ne sont pas prises en compte. Les joueuses comptant moins de 5 sélections ne sont pas reprises dans le tableau.
| # | Joueuses            | De   | à    | Sélections | Matchs | Victoires | Défaites | % victoires |
| - | ------------------- | ---- | ---- | ---------- | ------ | --------- | -------- | ----------- |
| 1 | Amy Jonsson-Raaholt | 1985 | 1991 | 7          | 13     | 6         | 7        | 46 %        |
| 2 | Astrid Sunde        | 1980 | 1991 | 7          | 12     | 3         | 9        | 25 %        |
| 3 | Bente Kjolstad      | 1974 | 1979 | 5          | 7      | 0         | 7        | 0 %         |
| 4 | Ellen Grindvold     | 1967 | 1983 | 16         | 29     | 7         | 22       | 24 %        |
| 5 | Kirsten Robsahm     | 1964 | 1977 | 10         | 16     | 5         | 11       | 31 %        |